# Blattivorus lusitanicus
Blattivorus lusitanicus – gatunek chrząszczy z rodziny wachlarzykowatych.

## Taksonomia
Gatunek ten został opisany  w 1855 roku przez  Carla Gerstaeckera jako Rhipidius lusitanicus Gerstaecker, 1855 na podstawie samca odłowionego w Portugalii. W 1891 roku Alfred Chobaut umieścił go w podrodzaju Blattivorius Chobaut (1891), który w 1904 został przez niego podniesiony do rangi odrębnego rodzaju.

## Zasięg występowania
Znany jedynie z Portugalii.